# Petten
Petten is een dorp aan de Noordzee, in de Nederlandse provincie Noord-Holland. Deze voormalige gemeente maakte vanaf 1929 deel uit van de gemeente Zijpe, die in 2013 onderdeel werd van de gemeente Schagen. Er zijn circa 1.605 inwoners.
Petten leeft van landbouw (bloembollenteelt), en toerisme. Op het strand van Petten kan een bijzonder soort zand worden gevonden van gladgeschuurd kwarts met granaat.
Iets ten zuiden van Petten is de duinenrij weggeslagen, waardoor een dijk moest worden aangelegd, de Hondsbossche Zeewering. Met de laatste dijkversterking is een nieuw duingebied ontstaan: de Hondsbossche Duinen. Het huidige dorp Petten is het vierde dorp op (ongeveer) dezelfde plek, nadat twee eerdere dorpen verdwenen in zee en een derde tijdens de Tweede Wereldoorlog door de Duitsers werd afgebroken.

## Geschiedenis
Petten zou zijn ontstaan in 739. De naam verwijst naar drie waterputten die zich ter plaatse hebben bevonden. Al in 1388 is er sprake van een zanddijk tussen Petten en 't Oghe (Callantsoog). Bij de Sint-Elisabethsvloed (1421) werd Petten geheel weggeslagen en raakte de duinenrij aangetast. In 1432 werd een slaperdijk achter de duinen aangelegd en vanaf 1506 vond actieve kustverdediging plaats, met paalhoofden van balken uit Noorwegen en Zweden en steen uit Vilvoorde. Toch spoelden in 1625 meer dan 100 huizen weg. De kerk van Petten kwam op ca. 20 meter van het strand te staan en zou het daar tot 1701 uithouden. In 1793 werd begonnen met de aanleg van de Hondsbossche Zeewering, en tussen 1870 en 1877 werd, naar idee van dijkgraaf Cornelis van Foreest, de Zeewering met basaltglooiing gebouwd. Sinds die tijd was het achterland droog en veilig, totdat in 2004 nieuwe maatregelen nodig waren.
Petten behoorde tot de Heerlijkheid Petten en Nolmerban en werd vervolgens een gemeente. In 1929 ging de gemeente Petten op in de gemeente Zijpe. Tijdens de Tweede Wereldoorlog werd in 1943 op last van de Duitse Wehrmacht het hele dorp Petten afgebroken wegens de aanleg van de Atlantikwall. De kerk van Petten werd in 1944 gesloopt. Na de oorlog werd vanaf 1946 een heel nieuw dorp gebouwd, ontworpen door de architecten Van de Ban en De Vassy. In 1955 werd de stichting Reactor Centrum Nederland (RCN) opgericht, die vervolgens te Petten een onderzoeksreactor (Kernreactoren Petten) bouwde. Sinds 1976 heet de stichting Energieonderzoek Centrum Nederland (ECN).
Nadat de Hondsbossche en Pettemer Zeewering in 2004 waren aangewezen als een van de acht 'Zwakke Schakels' van de Nederlandse kust, kozen Hoogheemraadschap Hollands Noorderkwartier, Rijkswaterstaat en de provincie Noord-Holland onder het motto 'Kust op Kracht' voor een zandige oplossing. In 2014-2015 werd over een lengte van 8 km 35 miljoen m3 zand voor de kust opgespoten en is de kustlijn ongeveer 300 meter zeewaarts opgeschoven. Het nieuw ontstane duingebied kreeg de naam Hondsbossche Duinen.
De gemeente Zijpe, waartoe Petten sinds 1929 behoorde, ging per 1 januari 2013 op in de gemeente Schagen.

## Bezienswaardigheden en wetenswaardigheden
In de polder van Petten - die loopt tot het dorp Sint Maartensvlotbrug - staat nog één molen, de Noorder M, waarschijnlijk uit het jaar 1657.
Bezienswaardig in het dorp is de kerkvloer en kerkhof van een voormalig hervormd kerkje, dat in de Tweede Wereldoorlog verloren is gegaan. De naoorlogse kerk is als cultureel centrum in gebruik en heeft geen functie meer als kerk.
Het enige rijksmonument in Petten is het Rietveldhuis uit 1939. Het werd volgens de principes van het Nieuwe bouwen ontworpen door Gerrit Rietveld in opdracht van de latere hoogleraar Nederlandse letterkunde J.C. Brandt Corstius, die in Utrecht schuin tegenover het Rietveld Schröderhuis woonde. Het was Rietvelds derde zomerhuis en zijn eerste bungalow. Het huis staat beschut tegen de duinrand met uitzicht over Het Korfwater.
Op 6 december 1963 goot de Fluxus-kunstenaar en latere tv-maker Wim T. Schippers een flesje Green Spot limonade leeg in de zee bij Petten (Manifestatie Aan Het Strand Te Petten).
In de duinen van Petten stond vanaf 1990 een windorgel. Natuurorganisaties waren niet blij met het orgel omdat het de rust in de duinen zou verstoren. Tegenstanders achterhaalden dat het orgel illegaal in de duinen was geplaatst: de gemeente legaliseerde het kunstwerk pas in 2001. Uiteindelijk werd het orgel vanwege de slechte staat verwijderd in 2004.
Op 11 december 2004 strandde een circa drie jaar oude reuzenhaai (Cetorhinus maximus) bij Petten op de kust. Het dier was 3,65 meter lang en woog 250 kg. Het stoffelijk overschot werd op ijs gezet en werd tijdelijk tentoongesteld in het aquarium van Fort Kijkduin te Huisduinen.
In oktober 2013 strandde de Belgische viskotter Z75 Zeldenrust op de strekdam bij Petten. Na bijna een week werd de boot vlot getrokken. Deze stranding is een van de vele strandingen bij Petten in de loop der geschiedenis.
Achter de Hondsbossche Zeewering liggen de natuurgebieden De Putten en Abtskolk. Zij vormen samen het Natura 2000-gebied 162. Het bestaat overwegend uit grasland en plassen en staat voornamelijk bekend als vogelgebied. Abtskolk is van Staatsbosbeheer en  De Putten is in beheer bij de Vereniging Natuurmonumenten.
Aan de Strandweg in Petten bevindt zich het Informatiecentrum Kust van het Hoogheemraadschap Hollands Noorderkwartier. Het herbergt de tentoonstelling Zand tegen Zee, die een beeld schetst van de geschiedenis van de kustverdediging in dit gebied en van het dijkversterkingsproject Kust op Kracht.

## Sport en recreatie
Door deze plaats loopt de Europese wandelroute E9, ter plaatse ook Noordzeepad of Hollands Kustpad geheten.

## Foto's

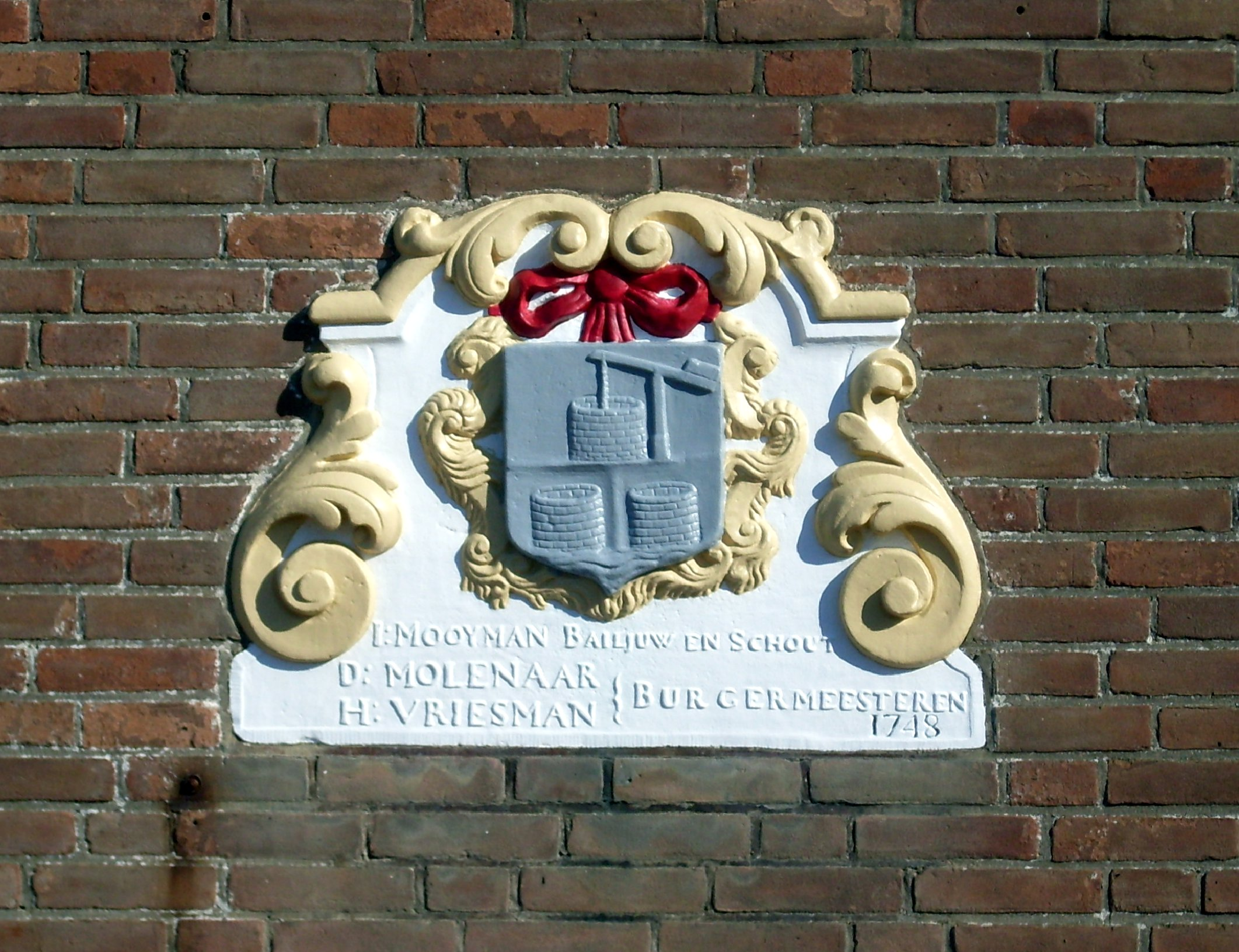
Een oud wapen in een nieuwe muur
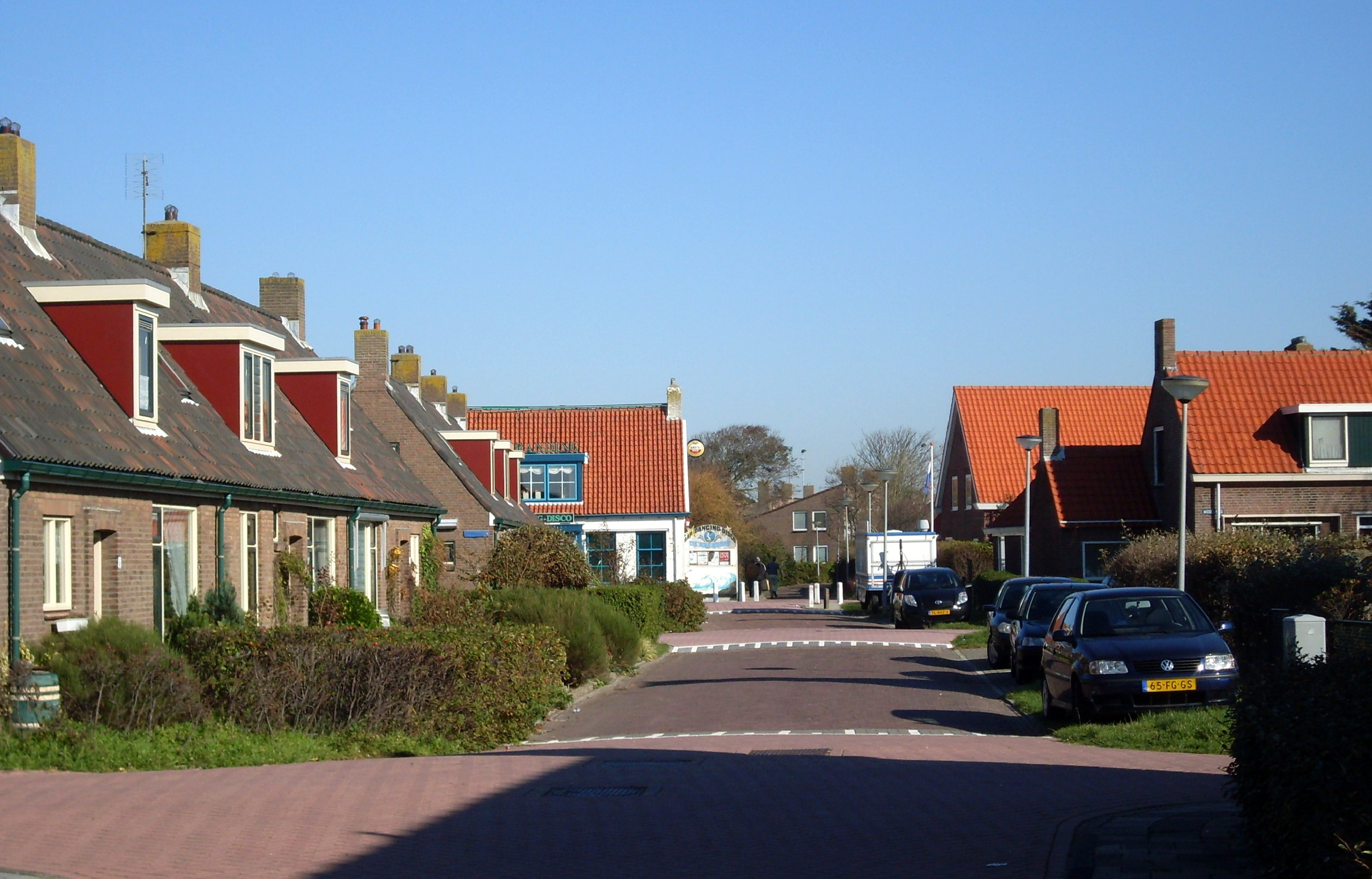
Wederopbouwarchitectuur in de dorpskern
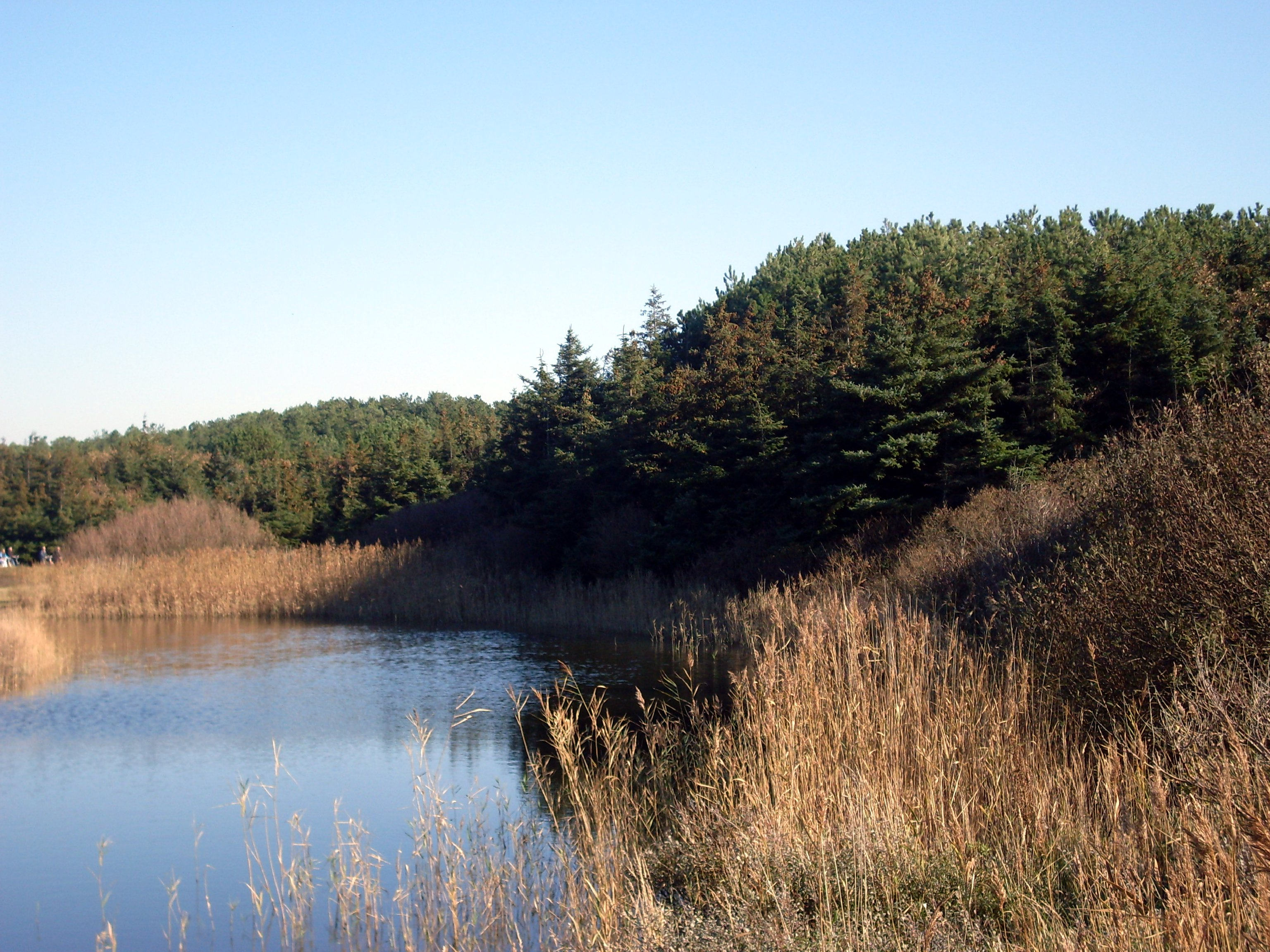
Duinmeertje nabij Petten
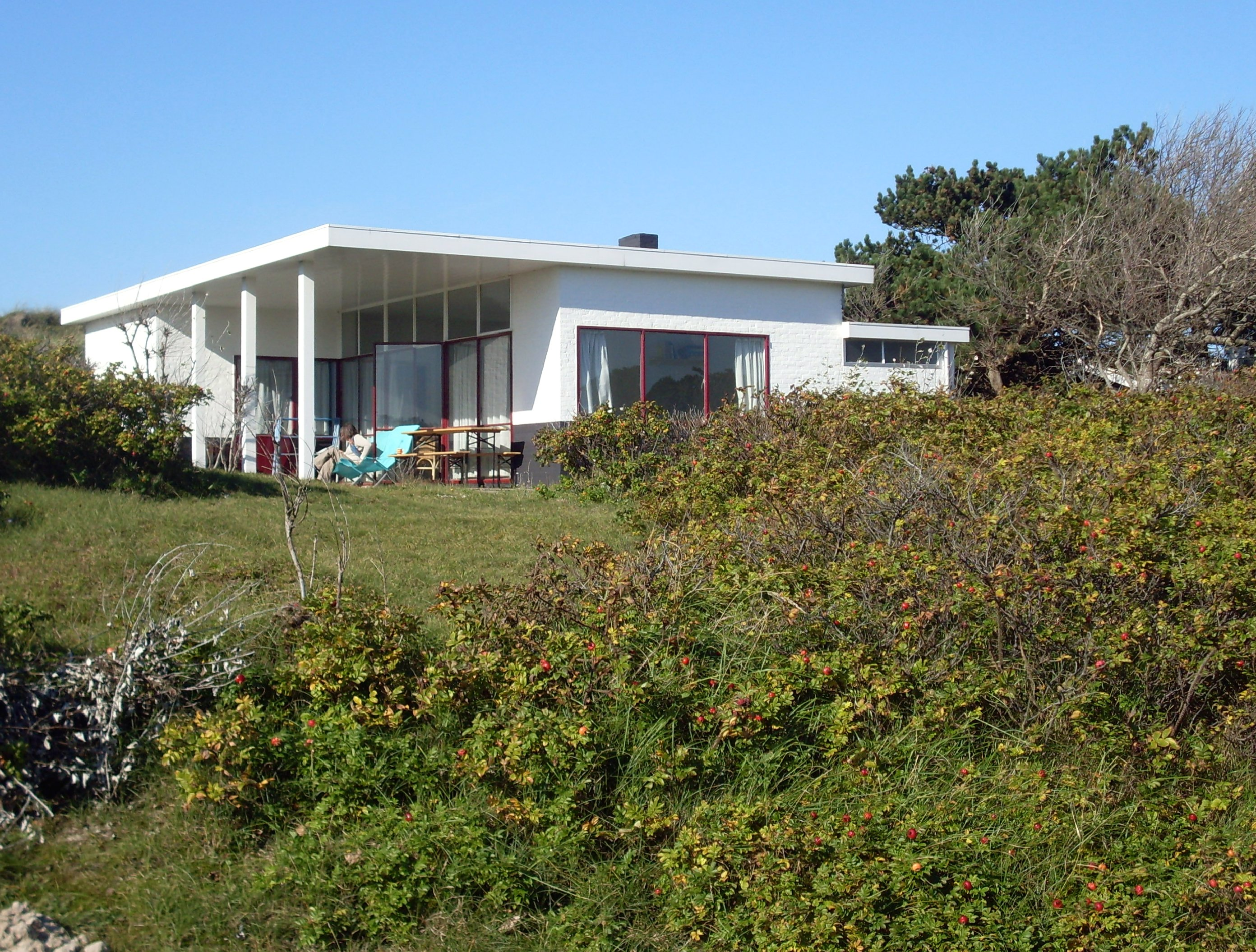
Rietveldhuis aan Het Korfwater 9
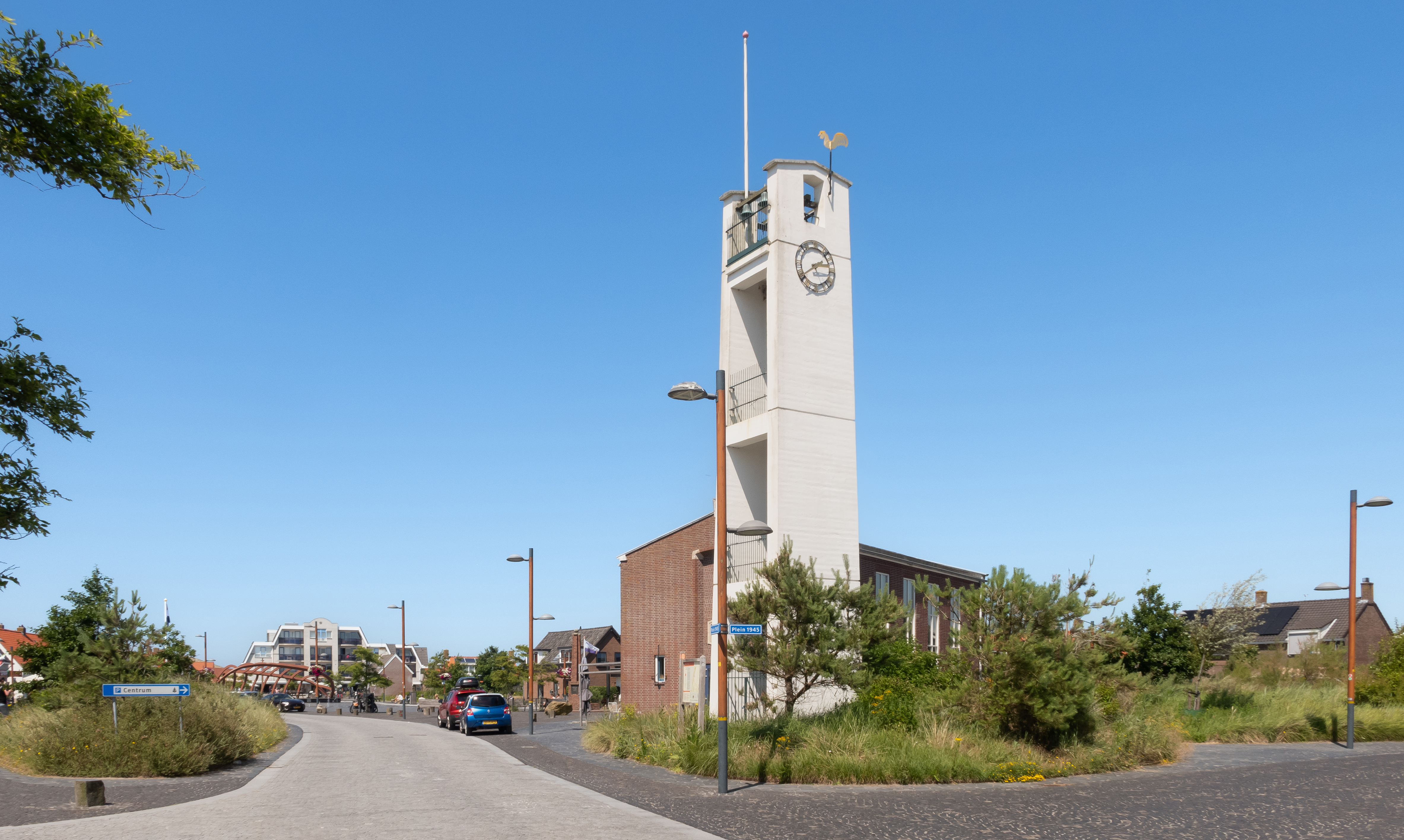
De voormalige N-H kerk
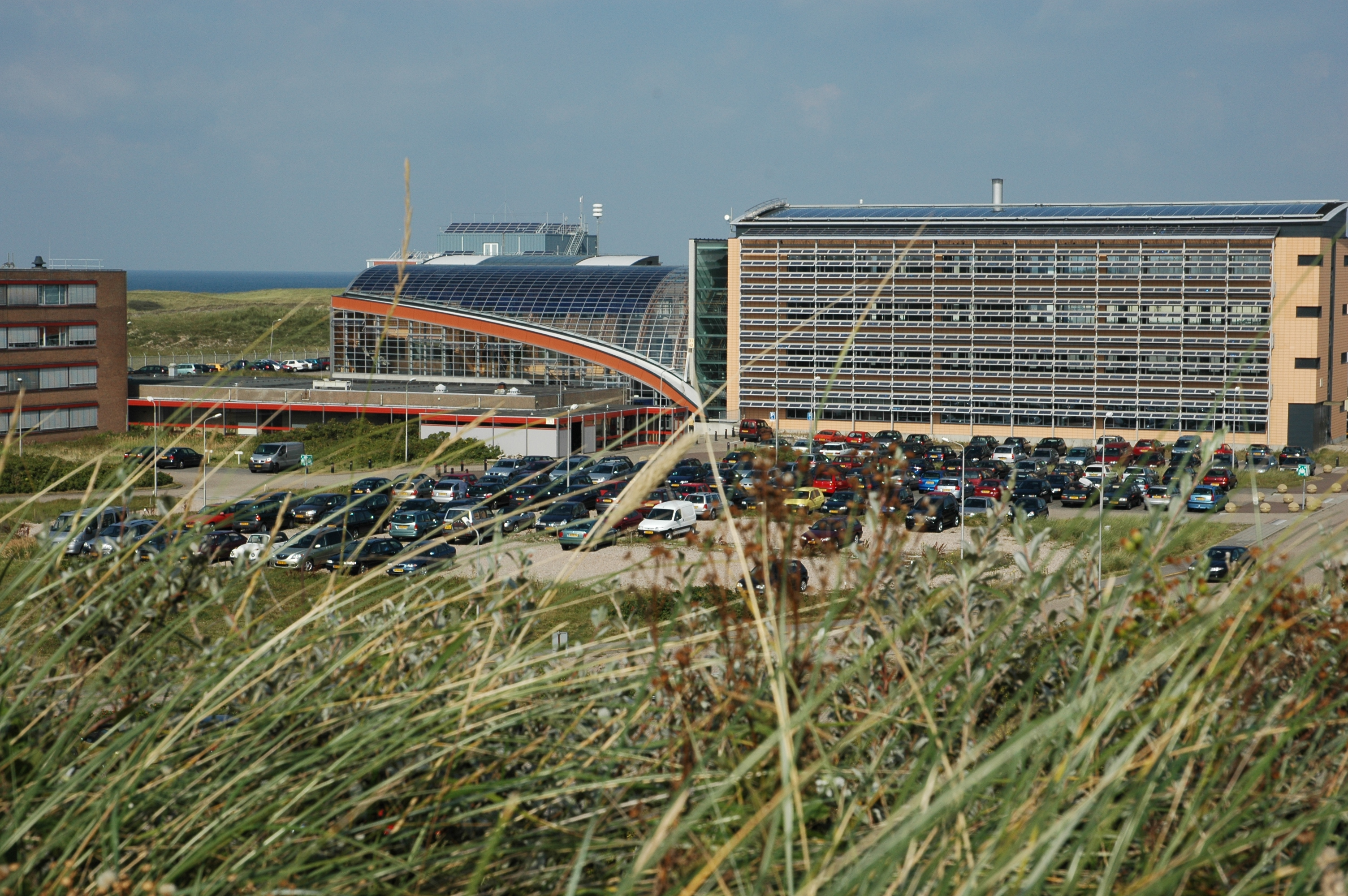
ECN, Petten
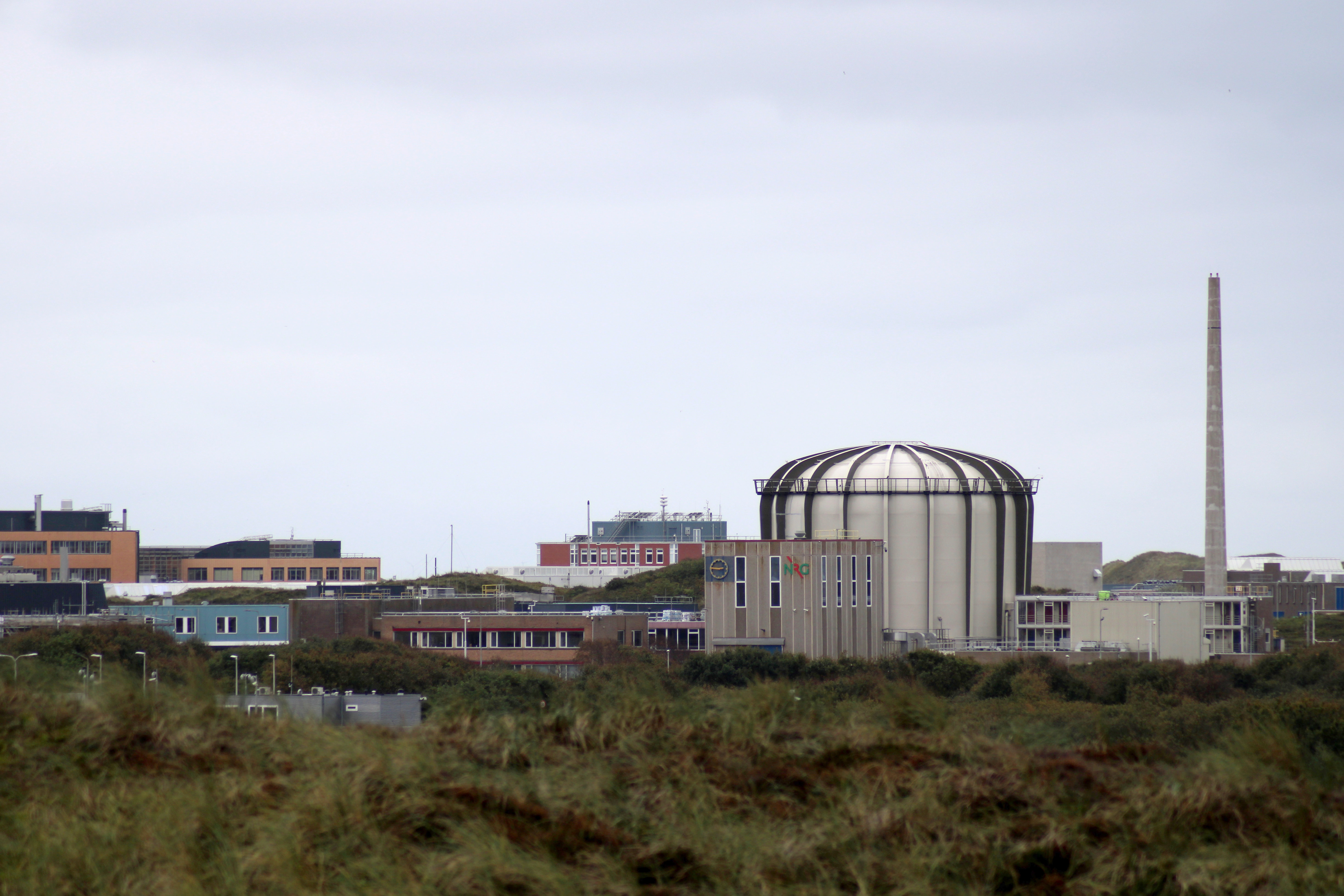
ECN, de kernreactor
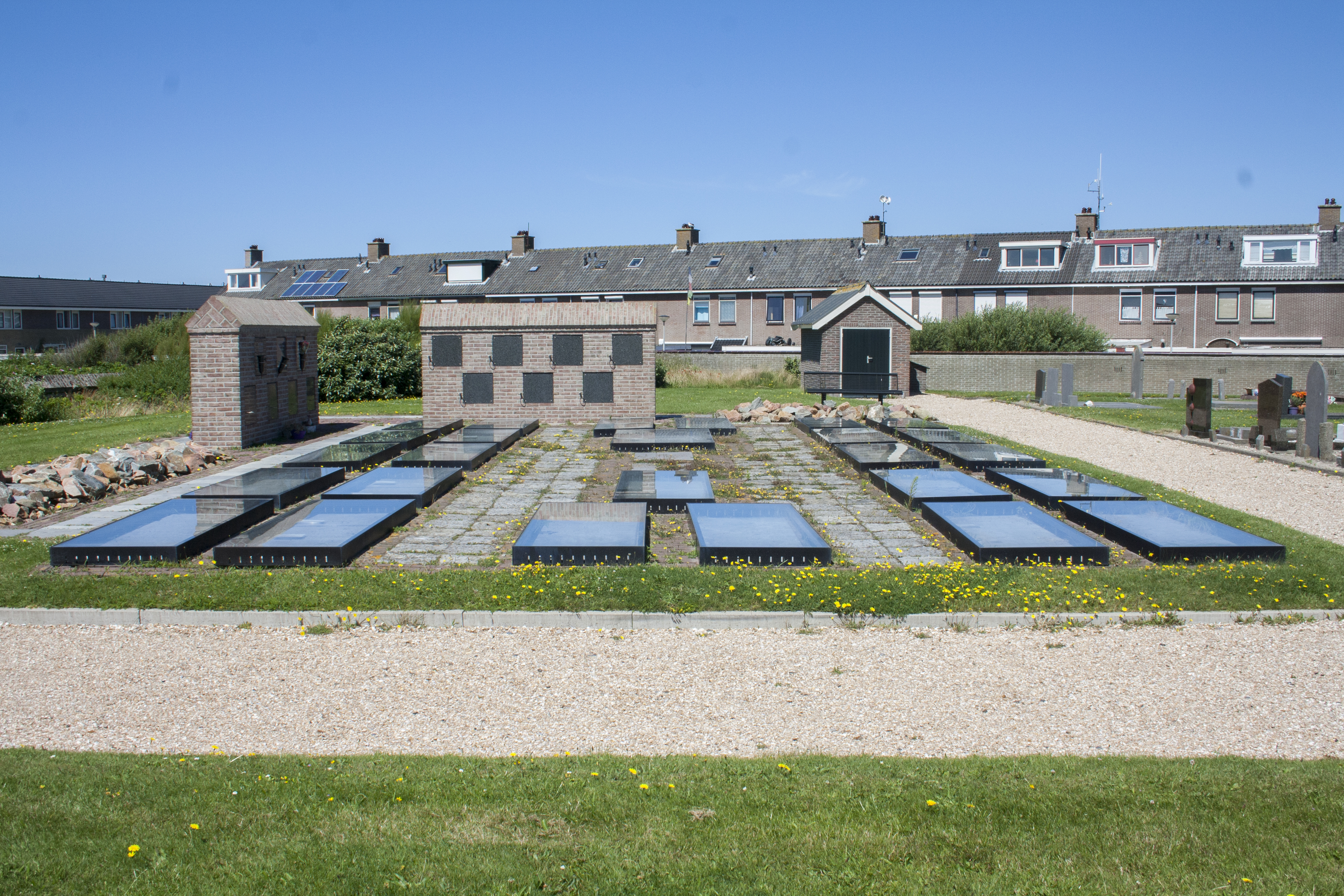
Grafzerken uit de in 1944 gesloopte kerk

## Geboren in Petten
- Marten Levendig (1960-1991), journalist
- Dorien Rookmaker (1964), Europees parlementslid (GO Realisme & Daadkracht)
- Nico van der Vlies (1972), schaatser